# Colonia Pando
Colonia Pando es una localidad y municipio argentino, ubicada en el departamento San Roque, provincia de Corrientes. Las tierras que ocupa la colonia productiva circundante se hallan delimitadas por los esteros del Batel y Santa Lucía.

## Historia
En 1987 comenzaron las gestiones para crear el municipio; en 1996 se dictó la ley que lo creaba, A finales de 2009, el gobernador Ricardo Colombi firmó el decreto 1804 que convertía a Colonia Pando en municipio, separándola de San Roque. En 2014 Colonia Elisa, Rosado Grande, La María, Talarcito y otros parajes adyacentes pasaron a depender de Colonia Pando.

## Vías de comunicación
Su principal vía de acceso es la ruta provincial 19, que la vincula al sudoeste con San Roque y al nordeste con la ruta nacional 118.

## Población
Cuenta con 440 habitantes (Indec, 2010), lo que representa un descenso del 8,3% frente a los 480 habitantes (Indec, 2001) del censo anterior.
| Gráfica de evolución demográfica de Colonia Pando entre 1991 y 2010 |
|                                                                     |
| Fuente: Censos nacionales del INDEC                                 |